# Zorza (tygodnik)
Zorza – tygodnik poświęcony sprawom wiejskim. Początkowo niezależne pismo, z czasem poddało się wpływom Narodowej Demokracji. Wydawany był w latach 1866-1899, 1905 i 1908-1939.

## Historia
Tygodnik powstał w 1866, jego założycielem, pierwszym wydawcą i redaktorem został Józef Grajnert. Wsparcia udzielili mu Wojciech Jastrzębowski i Józef Ignacy Kraszewski. Za cel postawił sobie zaopatrzenie ludności wiejskiej w dochodzące regularnie pismo, zgodne z nauką Kościoła katolickiego, pouczające, przepełnione żartami i ilustrowane drzeworytami.
Od 1866 „Zorzę” przejęła spółka wydawnicza Mieczysława Brzezińskiego i Kazimierza Chełkowskiego. Sekretarzem i redaktorem odpowiedzialnym został Maksymilian Malinowski. Nastąpił gwałtowny rozwój, przejawiający się w rozbudowaniu działów prasowych i ściągnięciu specjalistów. W 1905 pismo zostało zawieszone za kampanię na rzecz spolszczenia szkolnictwa w Królestwie Polskim. W 1914 na krótko redaktorem naczelnym został Jan Załuska, który, będąc powołanym do wojska, zostawił redakcję w rękach Władysława Skupa. Załuska powrócił do redagowania w 1918 i był redaktorem naczelnym do końca wydawania pisma.
W okresie międzywojennym pismo miało charakter narodowo-demokratyczny. Pełniło funkcję de facto organu politycznego najpierw Związku Ludowo-Narodowego, a następnie Stronnictwa Narodowego.

## Publicyści
Józef Grajnert, Wojciech Jastrzębowski, Józef Ignacy Kraszewski, Maksymilian Malinowski, Marceli Nowakowski, Stanisław Rymar, Wawrzyniec Sielski, Władysław Skup, Józef Staryszak, Jan Załuska.